# Castell de Medininkai

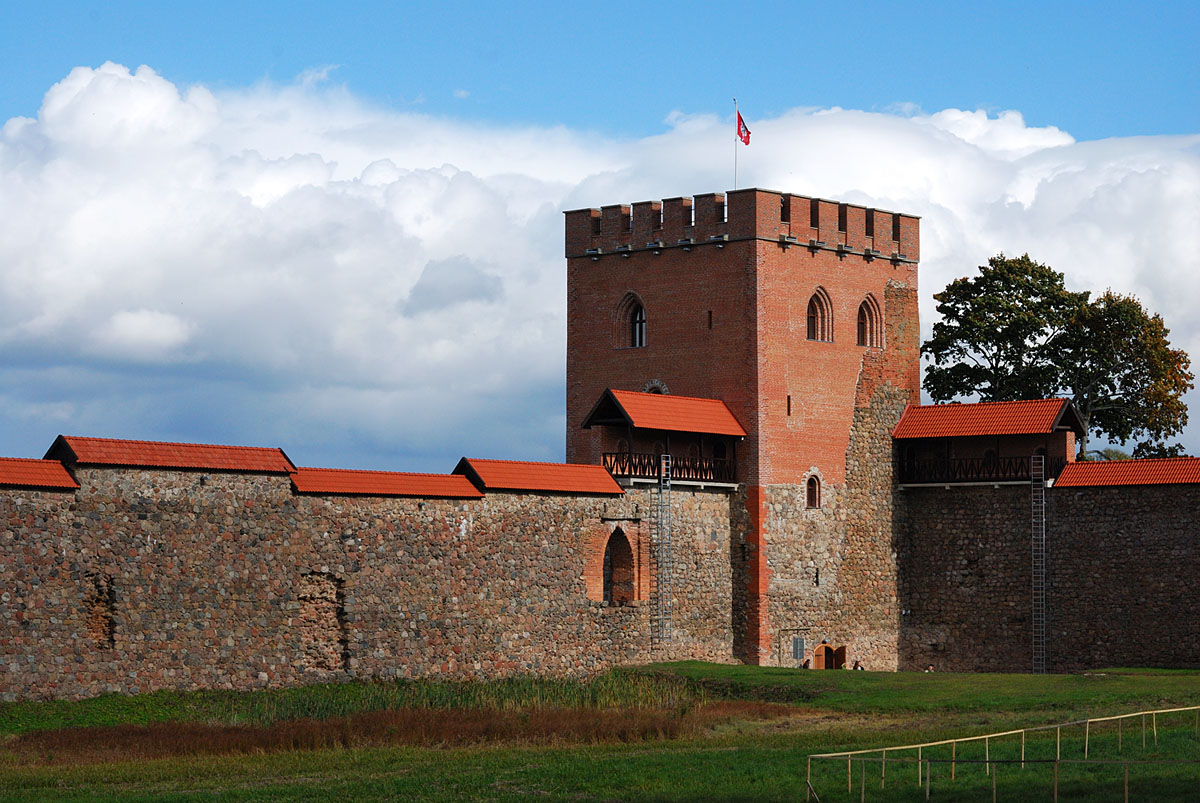
Castell de Medininkai reconstruït

El castell de Medininkai (en lituà: Medininkų pilis) és un castell medieval del districte municipal de Vílnius, Lituània, construït a finals del segle xiii o a principis del segle xiv. El perímetre defensiu del castell va ser de 6,5 hectàrees, convertint-se així en la mesura d'aquest tipus més gran de Lituània.
El castell va ser construït en un terreny pla i dissenyat per a la defensa del flanc. El pati rectangular del castell cobreix aproximadament 1,8 hectàrees i estava protegit per murs de 15 metres d'alçada i 2 metres de gruix. El castell tenia 4 portes i diverses torres. La torre principal (donjon), d'uns 30 metres d'altura, es va utilitzar per a funcions residencials. La vila de Medininkai va ser esmentat per primera vegada l'any 1392. El castell va ser seriosament danyat per un incendi al segle xv. A causa de l'increment de l'ús de les armes de foc, aquest tipus de castell ja no satisfeien les necessitats defensives i es passà a ser una residència. Durant els segles xvii i xviii es va reorganitzar en una granja i un forn.

## Galeria

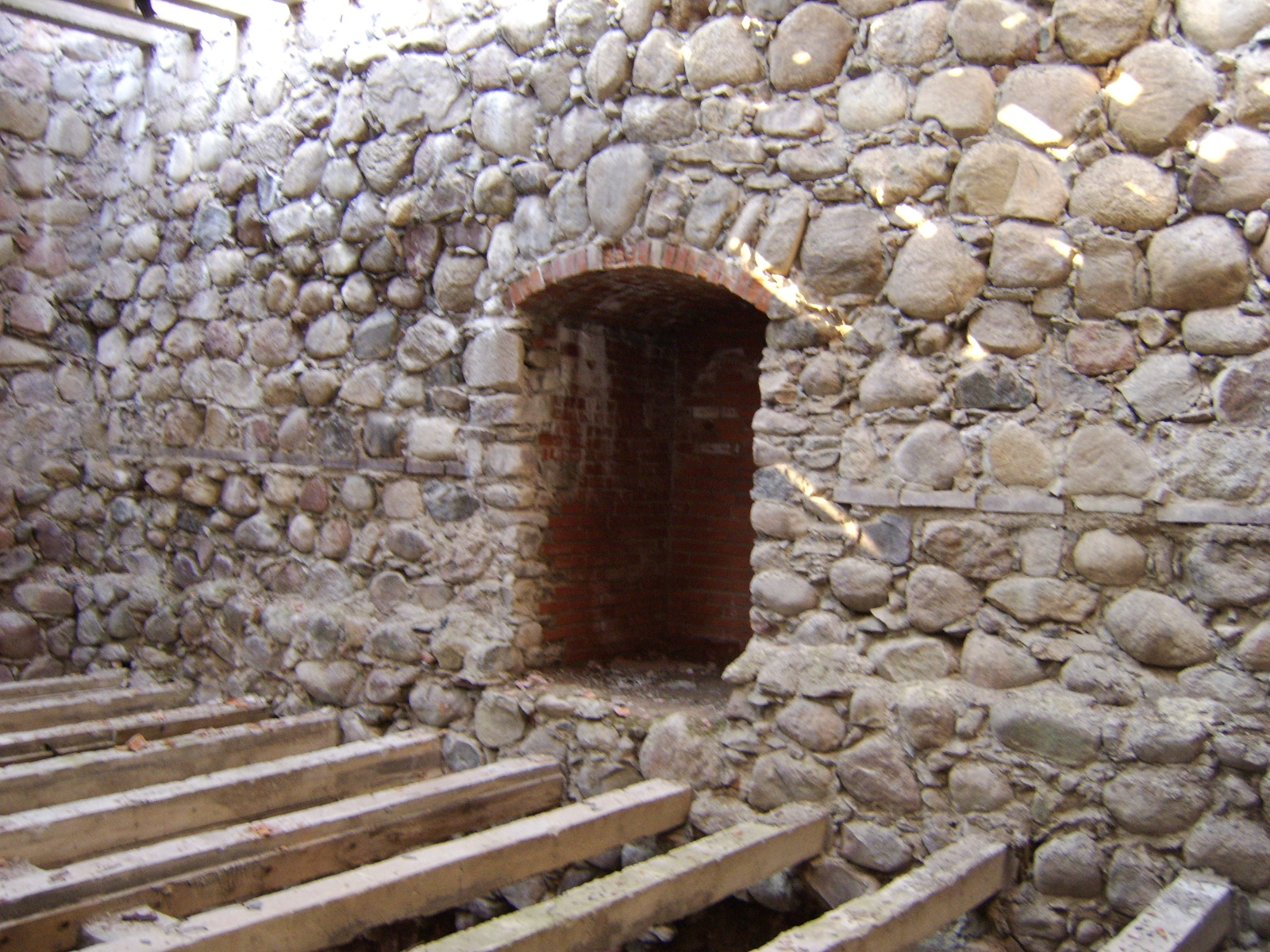
Interior del donjon
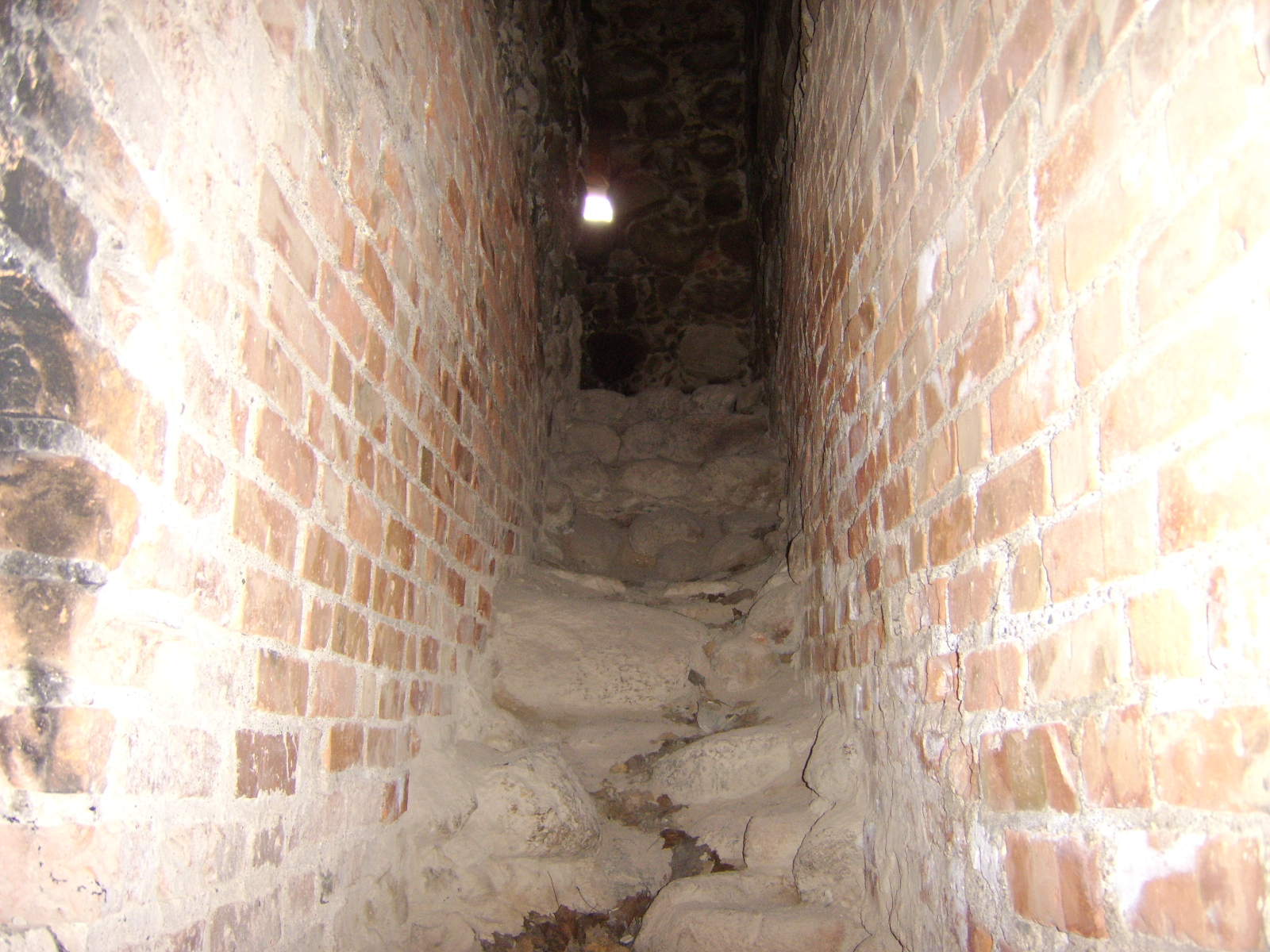
Entrada al donjon
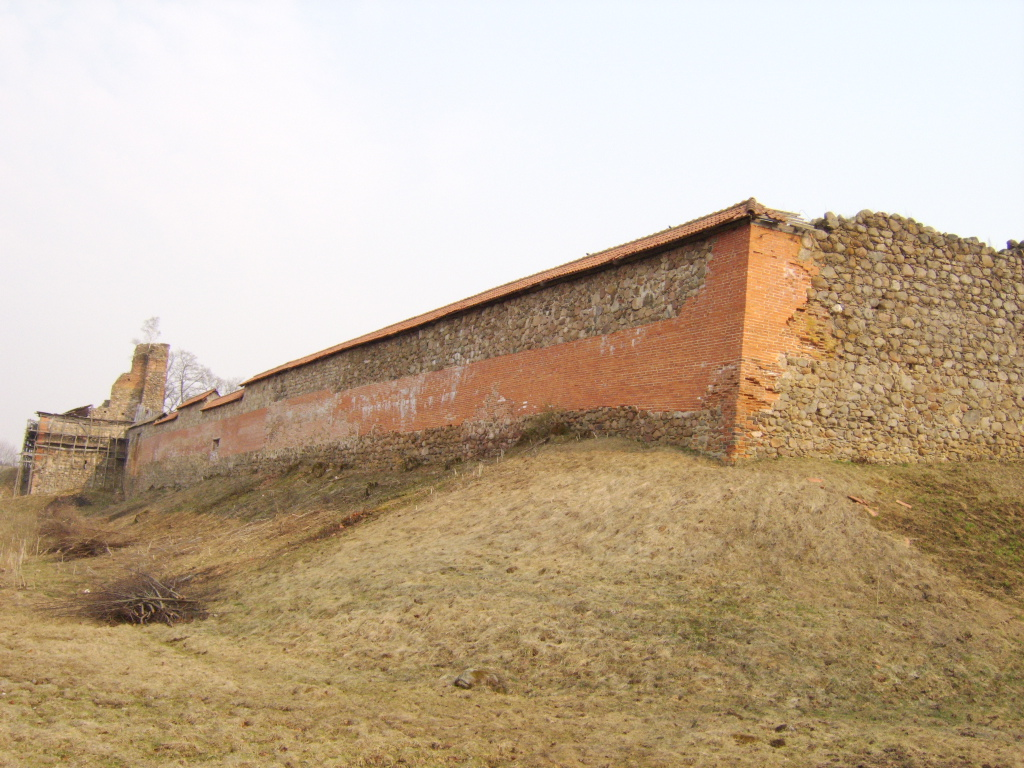
Parets del castell
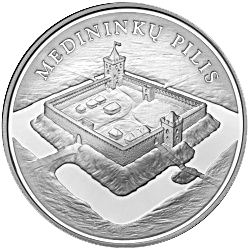
Litas commemorativa dedicada al castell
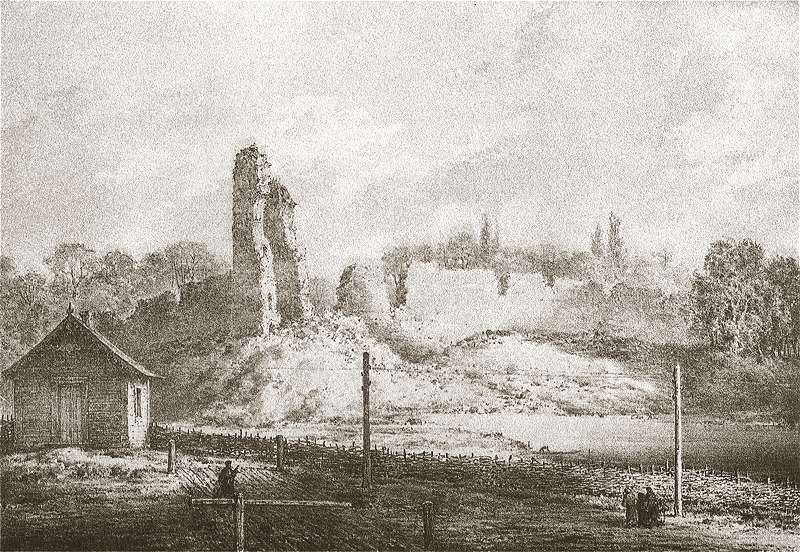
Parets del castell i torre dibuixades al segle xix per Napoleon Orda
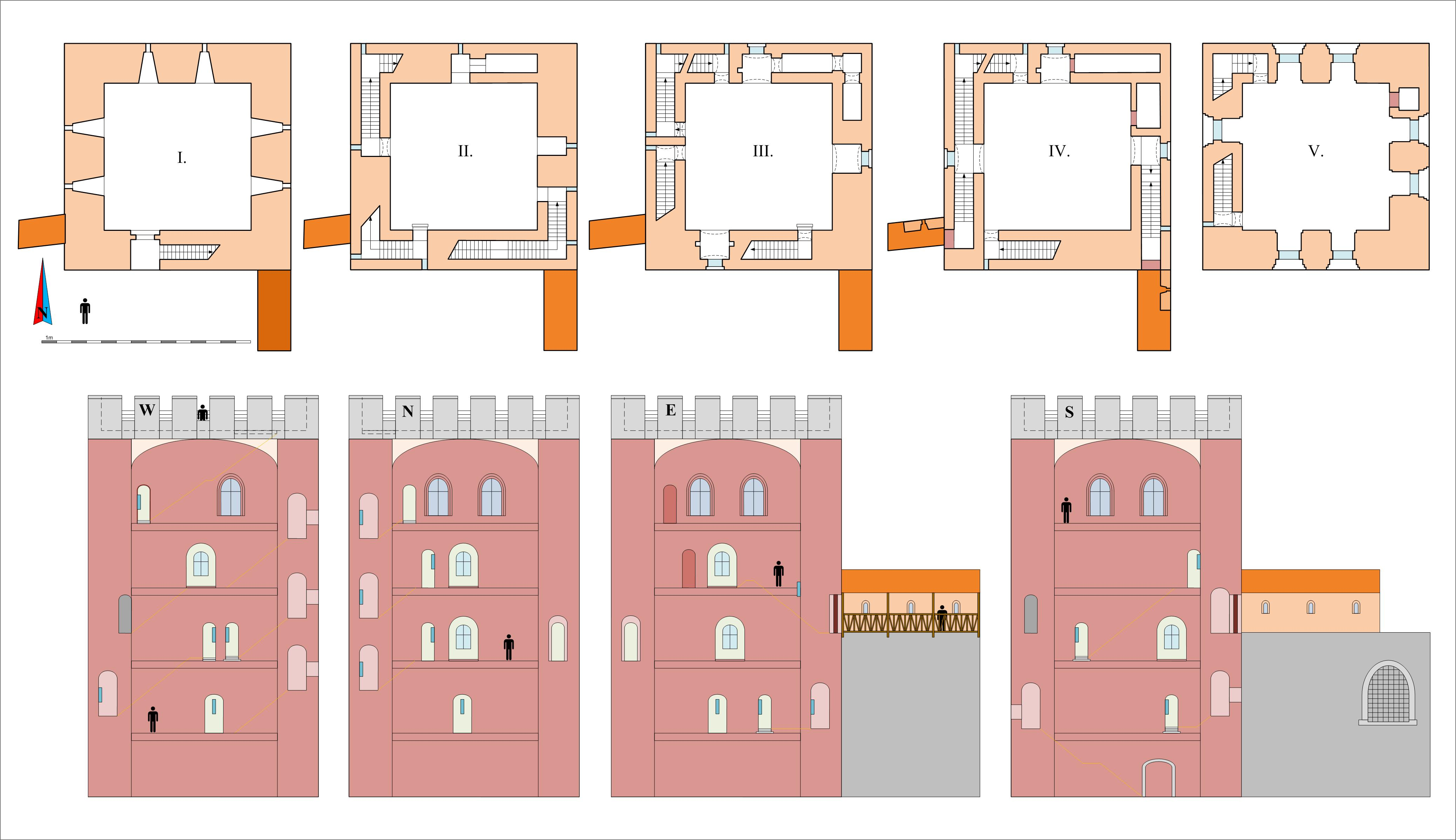
Pla de la torre nord-est del castell de Medininkai